# Copa del Caribe de 1996
La Copa del Caribe de 1996 fue la 7ª edición del torneo de fútbol más importante del Caribe a nivel de selecciones organizado por la CFU, el cual su ronda final se jugó en Trinidad y Tobago.
El anfitrión Trinidad y Tobago venció en la final a Cuba en la final para ganar el título por quinta ocasión, y la tercera de manera consecutiva.

## Fase Preliminar
Se jugó el 23 de marzo de 1996 en Antillas Neerlandesas.
| Equipo 1              | Agr.  | Equipo 2 | Ida   | Vuelta |
| --------------------- | ----- | -------- | ----- | ------ |
| Antillas Neerlandesas | 0 - 1 | Granada  | 0 - 1 | w.o    |

## Primeira Fase

### Group 1
Se jugó el 24 de abril en Granada y el 28 de abril de 1996 en San Vicente y las Granadinas.
| Equipo 1 | Agr.  | Equipo 2                     | Ida   | Vuelta |
| -------- | ----- | ---------------------------- | ----- | ------ |
| Granada  | 2 - 4 | San Vicente y las Granadinas | 1 - 1 | 1 - 3  |

San Vicente y las Granadinas avanzó a la Ronda final.

### Group 2
Se jugó en Basseterre,  San Cristóbal y Nieves, los días 27, 29 y 31 de marzo de 1996.
| Equipo                 | J | G | E | P | GF | GC | GD  | Pts |
| ---------------------- | - | - | - | - | -- | -- | --- | --- |
| San Cristóbal y Nieves | 2 | 2 | 0 | 0 | 11 | 0  | +11 | 6   |
| Sint Maarten           | 2 | 1 | 0 | 1 | 4  | 3  | +1  | 3   |
| Anguila                | 2 | 0 | 0 | 2 | 0  | 12 | -12 | 0   |

| Local                  | Visita                 | Resultado |
| ---------------------- | ---------------------- | --------- |
| San Cristóbal y Nieves | Anguila                | 8 - 0     |
| Anguila                | Sint Maarten           | 0 - 4     |
| Sint Maarten           | San Cristóbal y Nieves | 0 - 3     |

### Grupo 3
Ambos partidos se jugaron en Puerto Príncipe,  Haití, los días 26 y 28 de abril de 1996.
| Equipo 1 | Agr.  | Equipo 2             | Ida   | Vuelta |
| -------- | ----- | -------------------- | ----- | ------ |
| Haití    | 7 - 1 | República Dominicana | 6 - 0 | 1 - 1  |

Haití clasifica a la Ronda Final.

### Grupo 4
Se jugó a un único partido en  Islas Caimán el 26 de abril de 1996.
| Equipo 1     | Agr.  | Equipo 2 | Ida   | Vuelta |
| ------------ | ----- | -------- | ----- | ------ |
| Islas Caimán | 0 - 4 | Cuba     | 0 - 4 | n/p    |

Cuba avanza a la Ronda Final.

### Grupo 5
se jugó a partidos de eliminación directa.

#### Primera ronda
Se jugó el 3 de marzo de 1996 en  Dominica y el 21 de marzo de 1996 en  Santa Lucía.
| Equipo 1 | Agr.  | Equipo 2    | Ida   | Vuelta |
| -------- | ----- | ----------- | ----- | ------ |
| Dominica | 1 - 2 | Santa Lucía | 0 - 1 | 1 - 1  |

#### Segunda ronda
| Equipo 1  | Agr.  | Equipo 2    | Ida   | Vuelta |
| --------- | ----- | ----------- | ----- | ------ |
| Martinica | 2 - 0 | Santa Lucía | 1 - 0 | 1 - 0  |

Martinica avanza a la ronda final.

### Grupo 6
Antigua y Barbuda abandonó el torneo.
| 24 de abril de 1996 | Jamaica                   | 2 – 0 | Barbados | National Stadium, Kingston, Jamaica |  |
|                     | Young 44' pen · Davis 89' |       |          |                                     |  |

| 28 de abril de 1996 | Barbados                          | 2 – 0 (t. s.)(3 - 4 p.) | Jamaica | Hadley Court Stadium, Bridgetown, Barbados |  |
|                     | Goodridge 51' · Sobers 55' (pen.) |                         |         |                                            |  |

Jamaica avanza a la ronda final.

### Grupo 7

#### Primera ronda
Se jugó el 24 de marzo de 1996 en  Guayana Francesa y el 14 de abril de 1996 en  Surinam.
| Equipo 1         | Agr.  | Equipo 2 | Ida   | Vuelta |
| ---------------- | ----- | -------- | ----- | ------ |
| Guayana Francesa | 2 - 3 | Surinam  | 1 - 2 | 1 - 1  |

#### Segunda ronda
Se jugó el 28 de abril de 1996 en  Surinam y el 5 de mayo de 1996 en  Guyana.
| Equipo 1 | Agr.             | Equipo 2 | Ida   | Vuelta |
| -------- | ---------------- | -------- | ----- | ------ |
| Surinam  | 3 - 3 (5-3 pen.) | Guyana   | 2 - 1 | 1 - 2  |

Surinam avanza a la Ronda Final.

## Segunda Fase

### Fase de grupos

#### Grupo A
| Equipo                 | J | G | E | P | GF | GC | GD | Pts |
| ---------------------- | - | - | - | - | -- | -- | -- | --- |
| Trinidad y Tobago      | 3 | 3 | 0 | 0 | 9  | 1  | +8 | 9   |
| Surinam                | 3 | 1 | 1 | 1 | 4  | 5  | -1 | 4   |
| Jamaica                | 3 | 1 | 0 | 2 | 5  | 5  | 0  | 3   |
| San Cristóbal y Nieves | 3 | 0 | 1 | 2 | 3  | 10 | -7 | 1   |

| 24 de mayo de 1996 | Trinidad y Tobago | 1 – 0 | Jamaica | Estadio Hasely Crawford, Puerto España, Trinidad y Tobago |                                |
|                    | Latapy 32'        |       |         | Asistencia: 5,000 espectadores                            | Asistencia: 5,000 espectadores |

| 26 de mayo de 1996 | Jamaica                                 | 4 – 1 | San Cristóbal y Nieves | Industry Park, Palo Seco, Trinidad y Tobago |                                |
|                    | Wright 21' · Davis 61' 72' · Palmer 87' |       | Gumbs 89'              | Asistencia: 4,000 espectadores              | Asistencia: 4,000 espectadores |

| 26 de mayo de 1996 | Trinidad y Tobago            | 3 – 0 | Surinam | Industry Park, Palo Seco, Trinidad y Tobago |                                |
|                    | Latapy 58' 61' · Rougier 88' |       |         | Asistencia: 6,500 espectadores              | Asistencia: 6,500 espectadores |

| 28 de mayo de 1996 | Surinam                     | 3 – 1 | Jamaica  | Estadio Hasely Crawford, Puerto España, Trinidad y Tobago |                                |
|                    | Riedewald 6' · Boyce 7' 44' |       | Lowe 45' | Asistencia: 7,000 espectadores                            | Asistencia: 7,000 espectadores |

| 28 de mayo de 1996 | Trinidad y Tobago                               | 5 – 1 | San Cristóbal y Nieves | Estadio Hasely Crawford, Puerto España, Trinidad y Tobago |                                |
|                    | Latapy 21' 29' 80' · Marcelle 45' · Dwarika 81' |       | Bedford 79'            | Asistencia: 7,000 espectadores                            | Asistencia: 7,000 espectadores |

| 30 de mayo de 1996 | Surinam     | 1 – 1 | San Cristóbal y Nieves | Estadio Hasely Crawford, Puerto España, Trinidad y Tobago |                                |
|                    | Kajansi 54' |       | Riley 72'              | Asistencia: 2,000 espectadores                            | Asistencia: 2,000 espectadores |

#### Grupo B
| Equipo                       | J | G | E | P | GF | GC | GD | Pts |
| ---------------------------- | - | - | - | - | -- | -- | -- | --- |
| Cuba                         | 3 | 2 | 1 | 0 | 3  | 0  | +3 | 7   |
| Martinica                    | 3 | 2 | 0 | 1 | 4  | 1  | +3 | 6   |
| Haití                        | 3 | 0 | 2 | 1 | 2  | 3  | -1 | 2   |
| San Vicente y las Granadinas | 3 | 0 | 1 | 2 | 2  | 7  | -5 | 1   |

| 25 de mayo de 1996 | Cuba                            | 2 – 0 | San Vicente y las Granadinas | Estadio Manny Ramjohn, San Fernando), Trinidad y Tobago |                                |
|                    | Cebrango 48' · Zayas Loyola 59' |       |                              | Asistencia: 1,500 espectadores                          | Asistencia: 1,500 espectadores |

| 25 de mayo de 1996 | Martinica   | 1 – 0 | Haití | Estadio Manny Ramjohn, San Fernando), Trinidad y Tobago |                                |
|                    | Sorbert 53' |       |       | Asistencia: 1,500 espectadores                          | Asistencia: 1,500 espectadores |

| 27 de mayo de 1996 | San Vicente y las Granadinas | 2 – 2 | Haití          | Estadio Manny Ramjohn, San Fernando), Trinidad y Tobago |                                |
|                    | Hendrickson 60' 89'          |       | Golman 50' 56' | Asistencia: 5,000 espectadores                          | Asistencia: 5,000 espectadores |

| 27 de mayo de 1996 | Martinica | 0 – 1 | Cuba         | Estadio Manny Ramjohn, San Fernando), Trinidad y Tobago |                                |
|                    |           |       | Dalcourt 72' | Asistencia: 3,300 espectadores                          | Asistencia: 3,300 espectadores |

| 29 de mayo de 1996 | Cuba                            | 0 – 0 | Haití | Estadio Malabar, Arima, Trinidad y Tobago |                                |
|                    | Cebrango 48' · Zayas Loyola 59' |       |       | Asistencia: 3,000 espectadores            | Asistencia: 3,000 espectadores |

| 29 de mayo de 1996 | Martinica                | 3 – 0 | San Vicente y las Granadinas | Estadio Malabar, Arima, Trinidad y Tobago |                                |
|                    | Valide 3' · Reno 23' 34' |       |                              | Asistencia: 1,000 espectadores            | Asistencia: 1,000 espectadores |

## Etapa Final

### Semifinales
| 3 de junio de 1996 | Trinidad y Tobago | 2 – 1 | Martinica  | Estadio Hasely Crawford, Puerto España, Trinidad y Tobago |                                 |
|                    | John 90' 117'     |       | Carole 88' | Asistencia: 11,000 espectadores                           | Asistencia: 11,000 espectadores |

| 3 de junio de 1996 | Cuba                                                | 4 – 0 | Surinam | Estadio Manny Ramjohn, San Fernando, Trinidad y Tobago |                                |
|                    | Dalcourt 35' 55' · Martínez 75', Diaz Sotolongo 83' |       |         | Asistencia: 1,000 espectadores                         | Asistencia: 1,000 espectadores |

### Tercer lugar
| 5 de junio de 1996 | Martinica | 1 – 1 (t. s.)(3 - 2 p.) | Surinam       | Estadio Hasely Crawford, Puerto España, Trinidad y Tobago |                                |
|                    | Reno 48'  |                         | Riedewald 76' | Asistencia: 3,000 espectadores                            | Asistencia: 3,000 espectadores |

### Final
| 7 de junio de 1996 | Trinidad y Tobago | 2 – 0 | Cuba | Estadio Hasely Crawford, Puerto España, Trinidad y Tobago |                                 |
|                    | Dwarika Nixon     |       |      | Asistencia: 10,000 espectadores                           | Asistencia: 10,000 espectadores |

| Bandera de Trinidad y Tobago |
| Trinidad y Tobago 5º título  |